# Nancy Simons
Nancy Simons, née le 20 mai 1938 à Oakland (Californie), est une nageuse américaine.

## Carrière
Nancy Simons participe aux Jeux olympiques d'été de 1956 à Melbourne et remporte la médaille d'argent dans l'épreuve du 4x100m nage libre avec Sylvia Ruuska, Shelley Mann et Joan Rosazza .